# Susanne Bach
Susanne Bach (geboren als Susanne Eisenberg 29. Januar 1909 in München; gestorben 10. Februar 1997 ebenda) war eine deutsche Schriftstellerin und Buchhändlerin.

## Leben
Susanne Eisenberg war die Tochter von Felix Eisenberg, Leiter einer Kunstkupferdruckerei, und Erna Gutherz. Nach dem Abitur studierte sie in München Romanistik, Kunstgeschichte und Volkswirtschaft. 1932 schloss sie ihr Studium mit einer Promotion in Romanistik ab. Nach der Machtübergabe an die Nationalsozialisten emigrierte sie im Oktober 1933 nach Paris, wo sie eine Buchhandelslehre in der Librairie Droz absolvierte. Nach dem Einmarsch der Deutschen verlor sie ihre Arbeit im französischen Informationsministerium und wurde 1940 in das Internierungslager von Gurs interniert, kam aber nach zwei Monaten wieder frei, weil sie für den Radiosender des Vichy-Regimes arbeiten konnte. Nach wenigen Monaten wurde sie allerdings als Jüdin entlassen.
Über Vermittlung des Ehepaares Becher wurde sie in die sogenannte Gruppe Görgen aufgenommen, die von der Schweiz über Frankreich, Spanien und Portugal nach Brasilien fliehen konnte. Susanne Eisenberg schloss sich der Gruppe in Lissabon an. Bei der Ankunft am 11. Mai 1941 in Rio de Janeiro musste die Gruppe bürokratische Hindernisse bewältigen, um in Brasilien bleiben zu können. Danach reiste sie nach Juiz de Fora weiter, wo Hermann Mathias Görgen Personalausweise für die Gruppe besorgt hatte. Die Mehrheit kehrte danach wieder nach Rio de Janeiro zurück.

„Ich hatte nur 30 Dollar in der Tasche und war sechs Monate schwanger. Der Vater des Kindes, ein Franzose, ist in Frankreich geblieben. (…) Ich habe immer Arbeit gefunden, denn ich hatte romanische Sprachen gelernt, auch Spanisch. Auf die Weise war es einfach, Portugiesisch zu lernen. Ich habe in Firmen als Sekretärin gearbeitet“

Im September 1941 wurde Susanne Bachs Tochter Catharina geboren. 1944 erschien ihr erster in französischer Sprache geschriebener Roman A la recherche d’un monde perdu. Sie heiratete 1952 den ungarischen Emigranten Jean Bach. Da sie auf Erfahrungen als Buchhändlerin zurückgreifen konnte, gründete sie nach dem Krieg die erste internationale Buchhandlung in ihrem Haus in Rio de Janeiro. Sie firmierte unter „Susan Bach Comercio de Livros“. Sie war auch die erste Forscherin, die in Brasilien erschienene Exilwerke sammelte. Der Sammlungsbestand befindet sich im Deutschen Exilarchiv in der Deutschen Bibliothek in Frankfurt am Main. Bach publizierte auch einige Artikel in Sammelwerken und Zeitschriften über exilierte Schriftsteller in Brasilien.
1983 kehrte sie nach München zurück, wo ihre Tochter verheiratet war. Dort starb sie 1997. In ihrer Autobiografie Karussell. Von München nach München berichtet sie über ihre Erfahrungen im französischen Exil, über ihren langjährigen Aufenthalt in Brasilien sowie über ihre Rückkehr nach München.

## Werke
- A la recherche d’un monde perdu. Centro das Ed. Francesas, Rio de Janeiro 1944.
- Das Kind kann meine Ehe retten. Marken, Köln 1971.
- Als ich dich mit der anderen sah…. Marken, Köln 1973.
- Bleibt Vati jetzt bei uns? Marken, Köln 1973.
- Du schenktest mir den ersten Kuß. Marken, Köln 1973.
- Karussell. Von München nach München. Frauen in der Einen Welt, Nürnberg 1991.